# Eric Valentin
Eric Valentin (* 12. Februar 1997 in Donaueschingen) ist ein deutscher Eishockeyspieler, der seit November 2021 bei den Lausitzer Füchsen aus der DEL2 unter Vertrag steht und dort auf der Position des Centers spielt. Zuvor war Valentin bereits für die Dresdner Eislöwen, Löwen Frankfurt und Kassel Huskies in der DEL2 aktiv und lief zudem für die Kölner Haie und Grizzlys Wolfsburg in der Deutschen Eishockey Liga (DEL) auf.

## Karriere

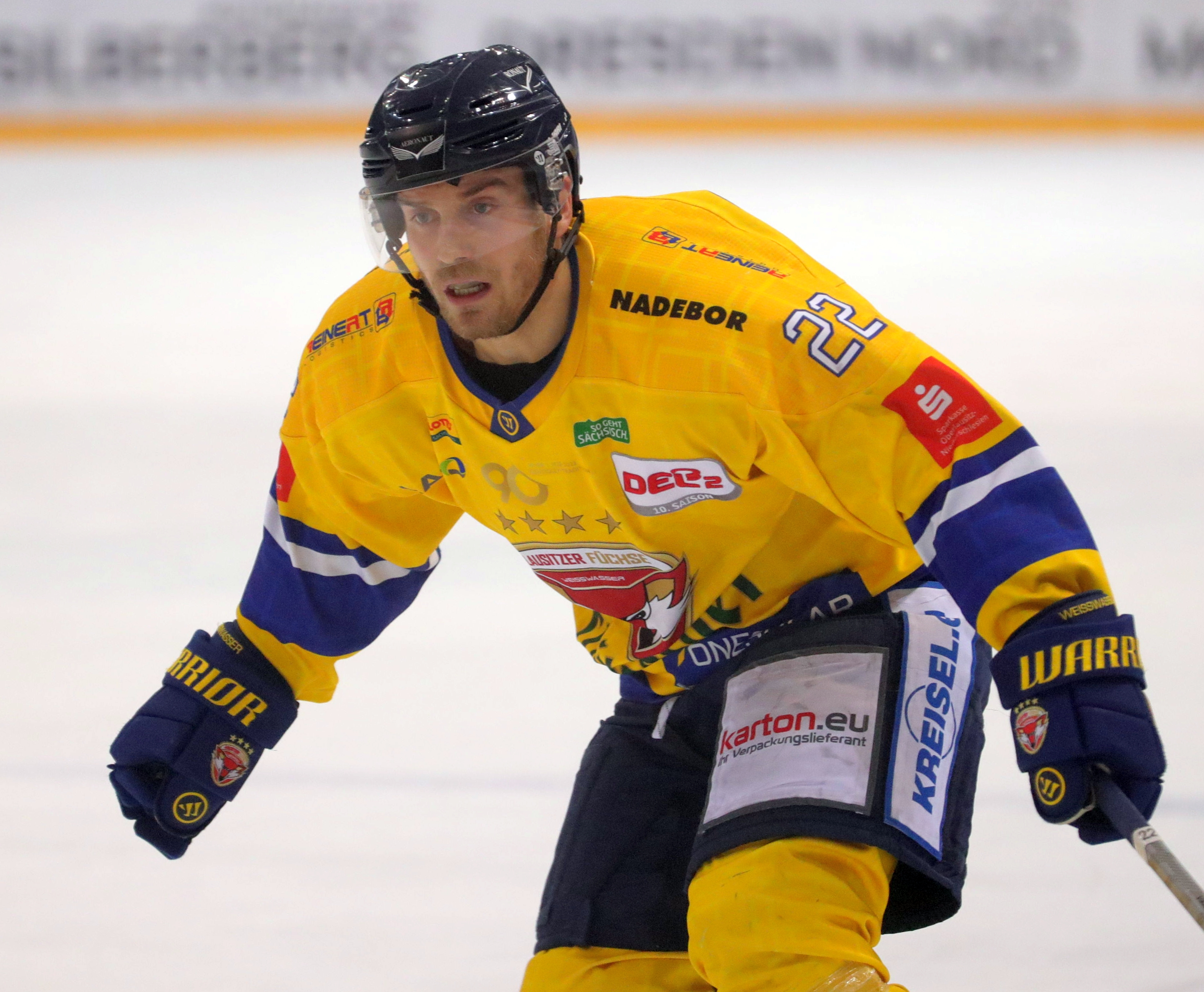
Valentin im Trikot der Lausitzer Füchse (2023)

Seine sportliche Laufbahn startete der rechtsschießende Center früh in der U16 seines Heimatverein, dem Schwenninger ERC. Im Jahr 2012 – mit 15 Jahren – wurde Valentin am Sportinternat in Köln angenommen und spielte fortan für den Kölner EC. Nach zwei Jahren wurde er Assistenzkapitän und ein Jahr darauf Kapitän. Mit der Kölner Jugendmannschaft wurde er im Jahr 2013 Meister der Jugend-Bundesliga und lief in der Folge in der Deutschen Nachwuchsliga (DNL) auf.
Seinen ersten Profivertrag unterschrieb Valentin bei den Kölner Haien in der Deutschen Eishockey Liga (DEL). Um Spielpraxis im Profibereich zu sammeln, wurde er 2016 per Förderlizenz an die Dresdner Eislöwen in die DEL2 ausgeliehen, wo er die komplette Saison 2016/17 verbrachte. In der folgenden Spielzeit wurde er an deren Konkurrenten Löwen Frankfurt ausgeliehen. Anschließend wechselte der Stürmer im Sommer 2018 zu den Grizzlys Wolfsburg, wo Valentin ganze zwei Spielzeiten auflief, in denen er regelmäßig bei deren Kooperationspartner in der DEL2, den Kassel Huskies, eingesetzt wurde. Nachdem Valentin sich zur Saison 2020/21 entschloss, ganz nach Kassel zu wechseln, blieb er anderthalb Spieljahre bei den Huskies. Im November 2021 wechselte der Stürmer während der laufenden Saison zu den Lausitzer Füchsen. Im Frühjahr 2023 verlängerte der Angreifer seinen auslaufenden Vertrag zunächst um ein Jahr, ehe im folgenden Frühjahr eine vierjährige Verlängerung erfolgte.

## Erfolge und Auszeichnungen
- 2013 Deutscher Jugendmeister mit dem Kölner EC

## Karrierestatistik
Stand: Ende der Saison 2024/25
(Legende zur Spielerstatistik: Sp oder GP = absolvierte Spiele; T oder G = erzielte Tore; V oder A = erzielte Assists; Pkt oder Pts = erzielte Scorerpunkte; SM oder PIM = erhaltene Strafminuten; +/− = Plus/Minus-Bilanz; PP = erzielte Überzahltore; SH = erzielte Unterzahltore; GW = erzielte Siegtore; 1 Play-downs/Relegation; Kursiv: Statistik nicht vollständig)